# 義大利煎蛋
義大利煎蛋（義大利語：Frittata），亦稱義大利烘蛋，是以蛋為基礎製材的義大利料理，菜名源自於義大利語動詞「煎」（friggere）的變體，類似西式蛋餅（欧姆蛋）或沒有餅皮的法式鹹派，內部飽含肉、乳酪、蔬菜或義大利麵等食材。儘管義大利以外地區曾將之視同西式蛋餅，但兩者之間仍有所相異，包括將蛋烹熟的時間、使用的火候和包覆食材的方式等。

## 歷史
義大利語一詞原本用於統稱平底鍋製作的蛋料理，從煎蛋、傳統西式蛋餅到西班牙式馬鈴薯蛋餅之間的菜餚均涵蓋在內。在義大利以外地區，最晚至1950年代中期為止，仍將該物視為西式蛋餅的同義詞，而在20世紀末之前的近50年內，義大利煎蛋已成為一種特有的料理變體，英國飲食作家迪莉亞·史密斯將之形容為「義大利版開面式煎蛋」。

## 製作
與傳統西式蛋餅相比，義大利煎蛋具有數項不同之處。首先，義式煎蛋中必定有至少一項可選擇加入的食材，此類材料在蛋還是生的時候，即與攪過的蛋汁混和，而不是像傳統西式蛋餅一樣，在摺疊之前將食材鋪到大部分已熟的含蛋混合料上。其次，混合料的加熱溫度非常低，也比西式蛋餅更慢，至少5分鐘起跳，通常則需耗時15分鐘，直至底面固定，而上半部仍為流動狀態為止。最後，半熟的義式煎蛋不會像蛋餅一樣透過摺疊法來裹住內部食材，而是另擇兩種途徑，一為直接整個翻面，另一種則為使用火力強的明火烤箱快速炙烤，藉此封住頂部，或是烘烤約5分鐘。